# أوهكن (غوهران)
أوهکن (بالفارسية: اوهکن) هي قرية تقع في إيران في قسم غوهران الريفي. يقدر عدد سكانها بـ 204 نسمة بحسب إحصاء 2016.